# Andre Agassi
Andre Kirk Agassi (* 29. dubna 1970, Las Vegas) je bývalý americký profesionální tenista arménského původu. Jeho energická hra z něj udělala oblíbence mnoha diváků. Tenisovými fanoušky a hráči je považovaný za jednoho z nejlepších tenistů historie. Dokázal vybojovat prvenství ve všech nejvýznamnějších turnajích: vyhrál všechny čtyři grandslamové turnaje – Wimbledon 1992, US Open 1994, 1999, Australian Open 1995, 2000, 2001, 2003 a French Open 1999. V týmu USA dvakrát vyhrál Davis Cup – 1990, 1992. V roce 1996 získal na Olympiádě v Atlantě zlatou medaili a v roce 1990 vyhrál Turnaj mistrů. Je zatím posledním americkým tenistou, který vyhrál dvouhru na French Open (1999) a na Australian Open (2003). Dále vyhrál 17 turnajů nejvyšší kategorie ATP World Tour Masters 1000, a hrál celkem 94krát ve finále turnajů ATP, a z toho 61 vyhrál. Šestkrát se stal světovou tenisovou jedničkou, a celkem vedl světový tenisový žebříček mužů ve dvouhře 101 týdnů.
Je jedním ze sedmi tenistů, kterým se podařilo zvítězit ve všech čtyřech turnajích Grand Slamu. Navíc byl jediným tenistou historie, jenž držel Golden Slam, což je označení pro zisk Grand Slamu a olympijské vítězství ve dvouhře (druhým se stal v roce 2010 Rafael Nadal). Jedna ze dvou žen, která Golden Slamu dosáhla, je jeho manželka Steffi Grafová, s níž má dvě děti. S profesionálním tenisem skončil 3. září 2006 po prohře ve 3. kole proti Němci Benjaminu Beckerovi na US Open.
V roce 2011 byl uveden do Mezinárodní tenisové síně slávy.
Ve své autobiografii Open vydané 27. října 2009 přiznal, že během kariéry užil drogu metamfetamin.
Popisuje v ní také drsné podmínky v Tenisové akademii Nicka Bollettieriho.
V roce 2017 začal trénovat tenistu Novaka Djokoviće.

## Osobní život
Jeho otec Emmanuel Agassi pocházel z Íránu a reprezentoval rodnou zemi v boxu na olympiádě v letech 1948 a 1952. V USA žil od roku 1952 a pracoval jako číšník. S manželkou Betty měl čtyři děti (Andre je nejmladší), které vedl značně autoritativními metodami ke sportu.
Od roku 1993 byl ve vztahu s herečkou Brooke Shields, se kterou se v roce 1997 oženil. Jejich manželství trvalo dva roky – do roku 1999. V roce 2001 se oženil s německou tenistkou Steffi Grafovou, a mají spolu syna Jaden Gila a dceru Jaz Elle.

## Finále

### Finále turnajů Grand slamu

#### Dvouhra: 15 (8 vítězství, 7 porážek)
|           | Rok  | Grand slam      | Povrch | Soupeř ve finále    | Výsledek finále                   |
| --------- | ---- | --------------- | ------ | ------------------- | --------------------------------- |
| finalista | 1990 | French Open     | antuka | Andrés Gómez        | 3–6, 6–2, 4–6, 4–6                |
| finalista | 1990 | US Open         | tvrdý  | Pete Sampras        | 4–6, 3–6, 2–6                     |
| finalista | 1991 | French Open     | antuka | Jim Courier         | 6–3, 4–6, 6–2, 1–6, 4–6           |
| vítěz     | 1992 | Wimbledon       | tráva  | Goran Ivanišević    | 6–7(8–10), 6–4, 6–4, 1–6, 6–4     |
| vítěz     | 1994 | US Open         | tvrdý  | Michael Stich       | 6–1, 7–6(7–5), 7–5                |
| vítěz     | 1995 | Australian Open | tvrdý  | Pete Sampras        | 4–6, 6–1, 7–6(8–6), 6–4           |
| finalista | 1995 | US Open         | tvrdý  | Pete Sampras        | 4–6, 3–6, 6–4, 5–7                |
| vítěz     | 1999 | French Open     | antuka | Andrej Medveděv     | 1–6, 2–6, 6–4, 6–3, 6–4           |
| finalista | 1999 | Wimbledon       | tráva  | Pete Sampras        | 3–6, 4–6, 5–7                     |
| vítěz     | 1999 | US Open         | tvrdý  | Todd Martin         | 6–4, 6–7(5–7), 6–7(2–7), 6–3, 6–2 |
| vítěz     | 2000 | Australian Open | tvrdý  | Jevgenij Kafelnikov | 3–6, 6–3, 6–2, 6–4                |
| vítěz     | 2001 | Australian Open | tvrdý  | Arnaud Clément      | 6–4, 6–2, 6–2                     |
| finalista | 2002 | US Open         | tvrdý  | Pete Sampras        | 3–6, 4–6, 7–5, 4–6                |
| vítěz     | 2003 | Australian Open | tvrdý  | Rainer Schüttler    | 6–2, 6–2, 6–1                     |
| finalista | 2005 | US Open         | tvrdý  | Roger Federer       | 3–6, 6–2, 6–7(1–7), 1–6           |

### Finále Turnaje mistrů

#### Dvouhra: 4 (1 vítěz, 3 prohra)
|           | Rok  | Turnaj                | Povrch  | Soupeř ve finále | Výsledek finále    |
| --------- | ---- | --------------------- | ------- | ---------------- | ------------------ |
| vítěz     | 1990 | Frankfurt nad Mohanem | koberec | Stefan Edberg    | 5–7, 7–6, 7–5, 6–2 |
| finalista | 1999 | Hannover              | koberec | Pete Sampras     | 1–6, 5–7, 4–6      |
| finalista | 2000 | Lisabon               | tvrdý   | Gustavo Kuerten  | 4–6, 4–6, 4–6      |
| finalista | 2003 | Houston               | tvrdý   | Roger Federer    | 3–6, 0–6, 4–6      |

### Olympijské finále

#### Singles: 1 (1 zlatá medaile)
|       | Rok  | Turnaj  | Povrch | Soupeř ve finále | Výsledek finále |
| ----- | ---- | ------- | ------ | ---------------- | --------------- |
| vítěz | 1996 | Atlanta | tvrdý  | Sergi Bruguera   | 6–2, 6–3, 6–1   |